# Corrado Spagnolo
Corrado Spagnolo (Monza, 19 ottobre 1922 – Lero, 16 novembre 1943) è stato un ufficiale italiano dell'Esercito, Medaglia d'oro al valor militare alla memoria.

## Biografia
Dopo aver frequentato il Collegio Militare di Milano, oggi denominato Scuola militare "Teulié", studiò ingegneria all'Università di Bologna, frequenta la scuola ufficiali di Brà, ne esce con il grado di sottotenente d'artiglieria ed è assegnato al 14º Reggimento Artiglieria, a Lero nel Mar Egeo.
Dopo l'Armistizio di Cassibile prende parte alla battaglia di Lero, nella quale muore durante i combattimenti.
Il 2 febbraio 1947 gli è stata conferita la medaglia d'oro al valor militare.

## Onorificenze
Sottotenente Artiglieria 14º reggimento artiglieria

### Riconoscimenti
- L'Università di Bologna gli ha conferito la laurea ad honorem in ingegneria
- La scuola militare Teulié intitola a suo nome il quattordicesimo corso Corrado Spagnolo (2009/2012)